# Stettiner Pastetchen

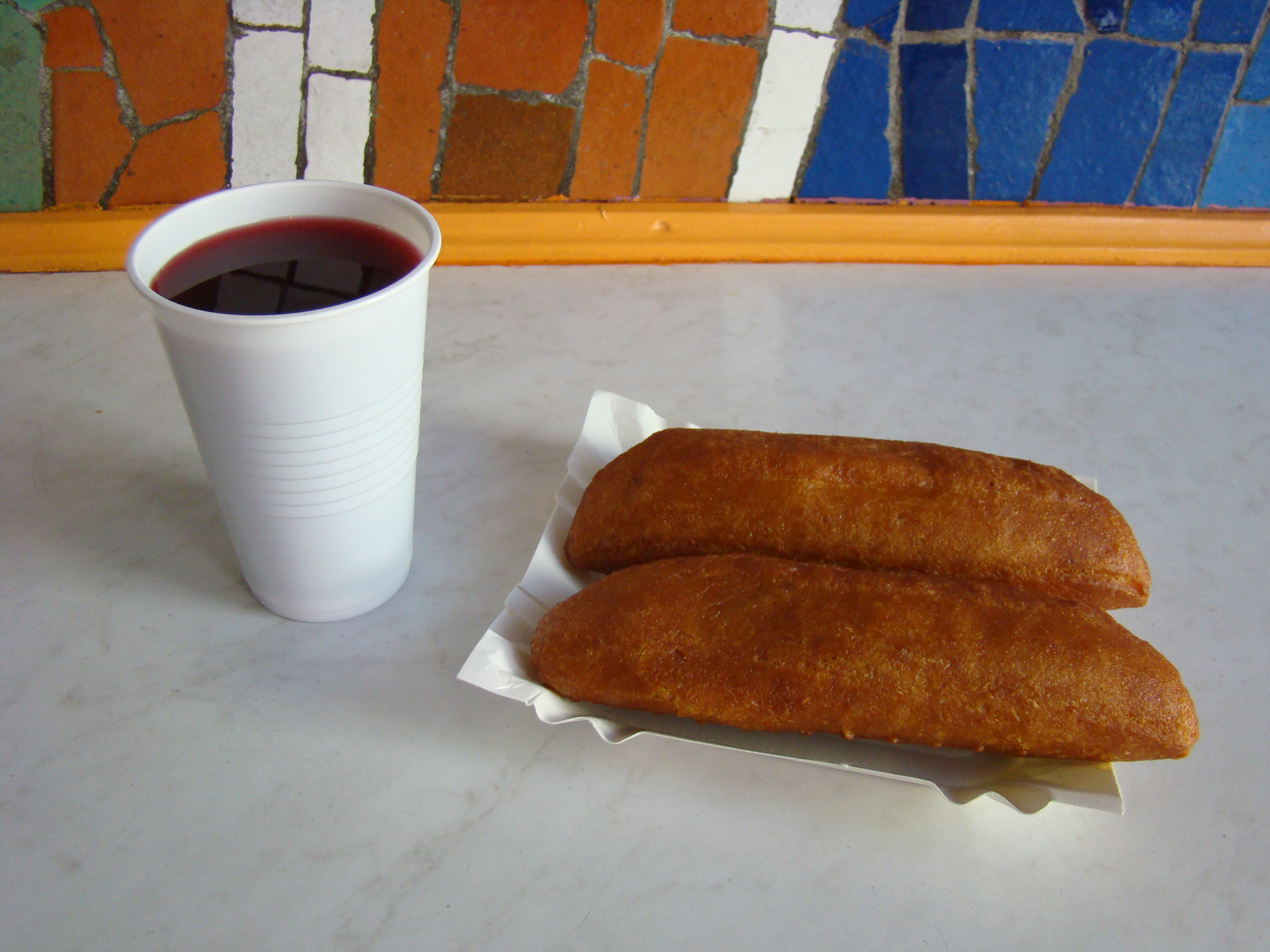
Stettiner Pastetchen

Stettiner Pastetchen (polnisch pasztecik szczeciński) sind eine Gebäckform der polnischen Küche. Es handelt sich dabei um eine gefüllte Krapfenart aus Hefeteig. Der Name leitet sich von der Stadt Stettin ab, die als Herkunftsort gilt.
Zur Vorbereitung füllt man Teig mit unterschiedlichen Füllungen. Typisch sind Gehacktes aus Rind- und Schweinefleisch, Sauerkraut mit Pilzen und Käse mit Champignons. Anschließend frittiert man die Pasteten in Pflanzenfett. Sie werden als Imbiss oder zu klaren Rote-Bete-Suppen verzehrt.